# Picathartes oreas
Il picatarte collogrigio (Picathartes oreas Reichenow, 1899) è un uccello passeriforme della famiglia Picathartidae.

## Etimologia
Il nome scientifico della specie, oreas, deriva dal latino oreas, "oreade" (attraverso il greco ορος/oros, "montagna"), in riferimento alle abitudini di vita di questi uccelli.

## Descrizione

### Dimensioni
Misura 33–38 cm di lunghezza, per un peso di 200-250 g.

### Aspetto
Si tratta di uccelli dall'aspetto piuttosto inusuale per dei passeriformi, muniti di lungo collo, testa arrotondata con forte becco da corvidi, forti zampe, ali arrotondate, coda piuttosto lunga e dall'estremità allargata e cuneiforme.
Il piumaggio è di consistenza sericea e di colore grigio cenere su dorso, ali, codione e coda, con tendenza a schiarirsi sul collo (che, come intuibile dal nome comune, è grigio-biancastro), mentre petto e ventre sono di colore bianco.

Caratteristica di questi uccelli è la testa quasi completamente nuda (fanno eccezione alcune setole erettili sul vertice e sulla nuca) e di colore nero, con fronte e area attorno alle narici azzurre e nuca di colore rosso carminio.
Il becco è di colore nero, le zampe sono di colore grigio-bluastro e gli occhi sono di colore bruno scuro.

## Biologia
Si tratta di uccelli dalle abitudini di vita essenzialmente diurne, che vivono da soli o in coppie, sebbene ne siano stati osservati gruppi comprendenti fino a una decina di individui, che mostrano la curiosa tendenza a muoversi in maniera sincrona, saltando e correndo allo stesso momento. Pur essendo in grado di volare, questi uccelli passano la maggior parte del tempo al suolo alla ricerca di cibo, rimanendo silenti per quasi tutto il tempo ma tenendosi di tanto in tanto in contatto mediante richiami cinguettati a due sillabe.

### Alimentazione
La dieta di questi uccelli è in buona parte insettivora, componendosi soprattutto di insetti come coleotteri e cavallette, ma anche di altri invertebrati (come lumache e lombrichi): questi uccelli si cibano inoltre di piccoli vertebrati. Anche la parte vegetariana è piuttosto cospicua nella dieta di questi animali, componendosi di frutta, bacche, boccioli, foglie e muschio.
Il picatarte collogrigio reperisce il proprio cibo principalmente al suolo nelle prime ore del mattino ed in tarda mattinata, tenendo costantemente d'occhio i dintorni alla ricarca di prede in movimento o smuovendo attivamente le foglie, i detriti e la corteccia per metterle allo scoperto. Non di rado questi uccelli seguono le colonne di formiche scacciatrici del genere Dorylus, cibandosi dei piccoli animali messi in fuga da questi insetti e talvolta delle formiche stesse: essi inoltre possono cercare il cibo anche lungo i corsi d'acqua, nutrendosi di granchi di fiume e pesce. Nel periodo riproduttivo, inoltre, almeno in alcune zone dell'areale di questi uccelli la loro dieta si compone in misura significativa di coleotteri reperiti nel guano di pipistrello.
Le prede vengono generalmente sbattute contro un supporto per romperne le corazze o ridurne la resistenza prima di essere inghiottite: questi uccelli sono soliti rigurgitare le parti indigeribili del cibo sotto forma di borre.

### Riproduzione
Il periodo riproduttivo è associato alla stagione delle piogge (tranne che nelle aree montuose, ove il picatarte collogrigio nidifica durante la stagione secca per evitare le nebbie del periodo umido), andando da agosto a novembre in Nigeria, da novembre ad aprile in Gabon, da fine gennaio a inizio marzo in Guinea Equatoriale, da marzo a novembre in Camerun orientale (con picchi delle schiuse a giugno-luglio e ad ottobre) e da ottobre a dicembre e da aprile a maggio nel sud dell'areale, dove vi sono due periodi umidi: si tratta di uccelli monogami, le cui coppie restano insieme per tutta la vita, portando avanti una o due covate l'anno.
Il nido ha la forma di una mezza coppa molto voluminosa: esso si compone di fango rappreso, con inserti di fibre vegetali, rametti e fogliame, e la sua parte interna è generalmente foderata di radichette e materiale vegetale soffice. Alla sua costruzione (che può richiedere mesi o addirittura un anno intero) partecipano ambedue i sessi: esso viene ubicato su una parete rocciosa verticale, generalmente in una caverna (anche se vi sono osservazioni di nidi costruiti su muri o appesi alle radici di un Piptadeniastrum) o comunque con una copertura che ne prevenga l'entrata della pioggia: generalmente esso è posizionato a 1,2-5,2 m dal suolo e di preferenza viene costruito nelle immediate vicinanze di corsi d'acqua.

Il picatarte collogrigio tende a nidificare in piccole colonie di 2-5 nidi (sebbene in alcuni casi siano state osservate colonie di una cinquantina di nidi), distanziati fra loro di 1-5 metri.
All'interno del nido la femmina depone a distanza di 24-48 ore l'uno dall'altro 1-3 uova di 40 × 27 mm per 15 g di peso, di colore grigio-giallastro con maculature brune: i genitori si alternano nella cova, lanciando al loro arrivo un richiamo stridulo che invita l'esemplare sul nido ad andarsene.

La cova dura 21-24 giorni: nei due giorni precedenti la schiusa, l'esemplare in cova è solito toccare le uova con la punta del becco, talvolta con del cibo in bocca. Alla schiusa i pulli sono ciechi ed implumi e pesano solo una decina di grammi: essi vengono nutriti 2-6 volte l'ora, soprattutto di sera, sia dai genitori, con un esemplare che rimane al nido mentre l'altro va alla ricerca di cibo, che da altri individui che cooperano nell'allevamento della prole, sebbene tale comportamento vada ancora approfondito. Nell'arrivare al nido, gli adulti emettono versi singhiozzanti, mentre i nidiacei chiedono il cibo tenendo la bocca spalancata, senza emettere alcun suono. Spesso il più giovane dei pulli subisce cainismo e muore, e a quanto pare gli adulti ne consumano i resti.

I nidiacei aprono gli occhi attorno ai cinque giorni di vita: a partire dal decimo giorno dalla schiusa i genitori cominciano ad allontanarsi entrambi dal nido per cercare il cibo, lasciando i pulli soli, ed a quattro settimane dalla schiusa i giovani sono in grado d'involarsi.
La speranza di vita di questi uccelli in cattività si aggira attorno ai 25 anni.

## Distribuzione e habitat
Il picatarte collogrigio è diffuso lungo le coste del golfo del Biafra, dall'estremità sud-orientale della Nigeria al sud del Gabon (con un singolo avvistamento nel Congo sud-occidentale) attraverso Camerun e Guinea Equatoriale, oltre che sull'isola di Bioko, della quale occupa la porzione sud-occidentale: verso l'interno, il suo areale giunge fino alla Repubblica Centrafricana sud-occidentale.
Questi animali sono abitatori della foresta pluviale primaria o secondaria fra i 450 e i 2100 m di quota (più in basso a Bioko), non necessariamente con sottobosco densissimo ma con presenza di corpi d'acqua dolce permanenti (laghi o fiumi) ed aree rocciose esposte come caverne, strapiombi, monadnock o zone carsiche. Il fatto che questi uccelli vengano osservati anche nei pressi di piantagioni o aree rurali prossime alla foresta farebbe supporre che essi siano più tolleranti di quanto si possa pensare alla degradazione dell'habitat.